# Petrosedum amplexicaule
Petrosedum amplexicaule är en fetbladsväxtart. Petrosedum amplexicaule ingår i släktet Petrosedum och familjen fetbladsväxter.

## Underarter
Arten delas in i följande underarter:
- P. a. amplexicaule
- P. a. tenuifolium